# إسحاق روزنفيلد
إسحاق روزنفيلد (بالإنجليزية: Isaac Rosenfeld)‏ (10 مارس 1918، شيكاغو في الولايات المتحدة - 14 يوليو 1956، شيكاغو في الولايات المتحدة)؛ روائي أمريكي. درس في جامعة شيكاغو.

## الجوائز
- زمالة غوغنهايم